# Huan xiang qu
Huan xiang qu (|幻想曲), comercialitzada internacionalment com a Fantasia, és una pel·lícula dramàtica xinesa del 2014 dirigida per Wang Chao. Va ser seleccionafs per competir a la secció Un Certain Regard al 67è Festival Internacional de Cinema de Canes.

## Argument
Una família que viu a una ciutat industrial xinesa contemporània es veu empentada als límits econòmics i socials qual al pare li diagnostiquen leucèmia: la mare perd la feina i queda entrampada en deutes, que obliguen a la seva filla, que treballa de cambrera, a prostituir-se, i el fill comença a tenir problemes a l'escola.

## Repartiment
- Jian Renzi com a germana
- Hu Ruijie com a Xiao Lin
- Su Su com a mare
- Zhang Xu com a pare

## Recepció
A Film Business Asia, Derek Elley va donar a la pel·lícula una puntuació de 5 sobre 10, qualificant-la d'"indie mitjana i poc inventiva".